# Variations Diabelli
Pour les articles homonymes, voir Introduction, thème et variations.
Les 33 Variations sur une valse de Diabelli op. 120 de Ludwig van Beethoven dites « Variations Diabelli » (Diabelli-Variationen) forment un recueil de variations pour piano écrites entre 1819 et 1823 sur une valse composée par Anton Diabelli. Elles furent publiées dans une anthologie en deux parties, intitulée Vaterländischer Künstlerverein (Association patriotique des artistes) et qui incluait les variations de cinquante autres compositeurs.

## Histoire
En 1819, Diabelli, éditeur et compositeur bien connu, écrivit et envoya une valse brève à tous les compositeurs importants de l'empire d'Autriche (tels Franz Schubert, Carl Czerny, Johann Nepomuk Hummel ou l'archiduc Rodolphe d'Autriche), leur demandant d'écrire une variation sur ce thème. L'idée était de publier l'ensemble des variations au profit des veuves et des orphelins des guerres napoléoniennes, dans un volume patriotique intitulé Vaterländischer Künstlerverein.
Anton Schindler raconte que Beethoven refusa d'abord de participer au projet, prétextant la banalité du thème. Apprenant ensuite que Diabelli lui paierait une belle somme en échange d'un ensemble de variations, Beethoven décida de montrer tout ce que l'on peut faire à partir d'un sujet aussi mince. Dans une autre version, Beethoven se serait senti insulté par une proposition indigne de lui et aurait écrit 33 variations pour démontrer ce qu'il est possible de faire à partir d'un matériau aussi simple. Il acheva les vingt-trois premières variations à la fin de l'été 1819, puis délaissa l’œuvre plusieurs années, travaillant à la composition de la Missa Solemnis et des dernières sonates. Il reprit les variations début 1823 et les termina en mars ou avril de cette année. Elles furent publiées en juin de cette même année.
Les variations beethoveniennes, communément connues sous le nom de « Variations Diabelli », portent le numéro d'opus 120 et sont dédicacées à Antonia Brentano, l'une des plus sérieuses prétendantes au titre de l'« Immortelle Bien-aimée ».

## Structure
Le souci de la variation poussée jusqu'à la dissolution du thème est un aspect caractéristique de la pensée musicale de la dernière période de Beethoven : le compositeur préféra d'ailleurs pour son recueil le titre 33 Veränderungen über einen Walzer von Anton Diabelli (littéralement 33 transformations sur une valse de Diabelli) au terme Variazionen.
| - Tema: Vivace - Variation 1 : Alla marcia maestoso - Variation 2 : Poco allegro - Variation 3 : L’istesso tempo - Variation 4 : Un poco più vivace - Variation 5 : Allegro vivace - Variation 6 : Allegro ma non troppo e serioso - Variation 7 : Un poco più allegro - Variation 8 : Poco vivace - Variation 9 : Allegro pesante e risoluto - Variation 10 : Presto - Variation 11 : Allegretto - Variation 12 : Un poco più moto - Variation 13 : Vivace - Variation 14 : Grave e maestoso - Variation 15 : Presto scherzando - Variation 16 : Allegro |  |  | - Variation 17 : Allegro - Variation 18 : Poco moderato - Variation 19 : Presto - Variation 20 : Andante - Variation 21 : Allegro con brio – Meno allegro – Tempo primo - Variation 22 : Allegro molto, alla ‘Notte e giorno faticar’ di Mozart - Variation 23 : Allegro assai - Variation 24 : Fughetta (Andante) - Variation 25 : Allegro - Variation 26 : (Piacevole) - Variation 27 : Vivace - Variation 28 : Allegro - Variation 29 : Adagio ma non troppo - Variation 30 : Andante, sempre cantabile - Variation 31 : Largo, molto espressivo - Variation 32 : Fuga : Allegro - Variation 33 : Tempo di Menuetto moderato |